# El joven Marx
Algunos académicos consideran que el pensamiento político e ideológico de Karl Marx (1818-1883), el fundador del denominado socialismo científico y del comunismo teórico, puede ser analíticamente dividido entre un período joven y otro maduro. No obstante, existen desacuerdos acerca de cuándo y a qué edad habría comenzado la etapa de transición hacia su segundo y definitivo período, por lo que el problema detrás de la idea de un joven Marx está relacionado con rastrear el desarrollo de las obras de Marx y de la eventual unidad de las mismas. El problema se centra en la transición de Marx desde la filosofía hacia la economía, el cual ha sido considerado por parte del marxismo ortodoxo como un cambio progresivo hacia el denominado socialismo científico. Sin embargo, esta lectura ha sido desafiada por teóricos marxistas, tales como los miembros del movimiento político de la Nueva Izquierda (la cual surgió en la década de 1960 en los Estados Unidos no solo criticando las sociedades de consumo capitalistas sino también contra el entonces inmovilismo ideológico soviético).

## Algunas generalidades
Algunos autores destacaron el lado humanista de la obra de Karl Marx y cómo él en sus escritos tempranos se enfocó en la liberación de la esclavitud del salario, a partir de su teoría de la alienación que ellos afirmaban que era un elemento olvidado de los escritos de Marx pero central para poder entender su obra posterior.
Por su lado, Étienne Balibar alega que las obras de Marx no pueden ser divididas en económicas (“El capital”), filosóficas e históricas (“El 18 de brumario de Luis Bonaparte”, “La guerra civil en Francia” de 1871, etc.)
La filosofía de Marx está inextricablemente vinculada a su obra “Elementos fundamentales para la crítica de la economía política” (Grundrisse) y a sus históricas intervenciones en el movimiento obrero, tales como la “Crítica del programa de Gotha” de 1875.
La problemática también está relacionada con la ruptura de Marx con la universidad “convencional” y con las enseñanzas de ésta respecto del idealismo alemán, para pasar a poner el énfasis en el proletariado, lo que lo llevó a escribir el Manifiesto comunista, junto a su compañero Friedrich Engels, “El manifiesto comunista”, en pleno año de las revoluciones europeas de 1848.
Las raíces filosóficas del marxismo eran comúnmente explicadas (por ejemplo por Lenin) como derivadas de tres distintas fuentes: la economía política inglesa, el socialismo utópico francés, el republicanismo, el radicalismo y la filosofía idealista alemana. Aunque tal modelo de las “tres fuentes” es una simplificación exagerada, aun así se aproxima a la verdad.
Ernest Mandel distingue tres posiciones diferentes a respecto esta división del pensamiento de Marx:
1. Los que intentan negar que existe alguna diferencia entre los Manuscritos Económico y Filosófico y El Capital, y encuentran lo esencial de las tesis de El capital en los Manuscritos (como los humanistas marxistas);
2. los que consideran que frente al Marx de El capital, el Marx de los Manuscritos plantea de manera más "total" e "integral" el problema del trabajo alienado, especialmente dando un carácter ético, antropológico e incluso dimensión filosófica de la idea; estas personas o contrastan a los dos Marx o "reevalúan" el Capital a la luz de los Manuscritos;
3. por último, quienes consideran que las concepciones del joven Marx de los Manuscritos sobre el trabajo alienado no solo contradicen el análisis económico del Capital, sino que fueron un obstáculo que dificultó al joven Marx aceptar la teoría del valor-trabajo. Para los representantes extremos de esta escuela, el concepto de alienación es un concepto "premarxista" que Marx tuvo que superar antes de poder llegar a un análisis científico de la economía capitalista.

## La ruptura con el idealismo alemán

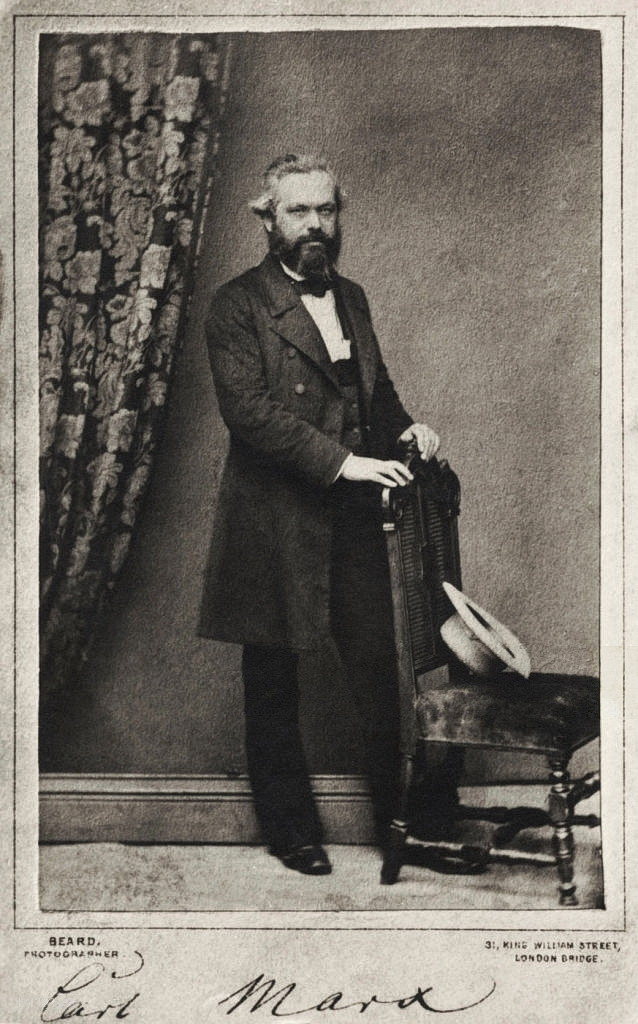
Karl Marx en 1861, cuando tenía unos 43 años de edad.

El joven Marx es usualmente aún considerado como perteneciente a la filosofía del humanismo burgués, la cual él mismo -ya en su etapa madura- criticó posteriormente junto al idealismo alemán, basándose en que las relaciones sociales de producción primaban por sobre la conciencia individual (los cuales según Marx eran el producto o reflejo de la ideología).
Tal como su propia denominación lo indica, los humanistas marxistas acentuaban el aspecto humanístico de los fundamentos filosóficos del pensamiento de Karl Marx, enfocándose al respecto en sus “Manuscritos económicos y filosóficos de 1844” (el cual no obstante recién sería publicado en 1932) y en gran medida suprimida en la URSS hasta el post-estalinista deshielo de Jrushchov. Allí Karl Marx expuso su teoría de la alienación, adaptada de la obra La esencia del cristianismo, la cual había sido originalmente publicada por Feuerbach en 1841.
El mismo Althusser se opuso a este movimiento, argumentando que el joven Marx no podía ser leído presuponiendo que ya representaba al “marxismo totalmente desarrollado”. Así él representó el problema filosófico de la evolución de Marx como la cuestión de cómo se puede concebir la transformación del pensamiento de Marx, sin adoptar una perspectiva idealista que marcaría un retorno a la dialéctica espiritualista de Hegel y a su perspectiva teleológica, un retorno a la dialéctica espiritualista (lo cual sería análogo a que la gallina está en el huevo supuestamente tan madura o desarrollada como el Marx maduro lo estaría en el joven Marx), los contenidos de su filosofía del materialismo dialéctico expresadas en sus obras anteriores bajo las palabras del idealismo de Ludwig Feuerbach.

## Algunas rupturas
El líder revolucionario marxista ruso-soviético Lenin (Vladímir Ilich Uliánov) afirmó en su propio escrito de 1917 “El Estado y la revolución” que la primera obra madura de Karl Marx fue “La miseria de la filosofía” (1847).
Por su parte, el filósofo marxista francés Louis Althusser, quien fue un precursor de la presunta dicotomía joven-maduro de Karl Marx, en su críticas del humanismo marxista, (escuela de la praxis, John Lewis, etc.) y el marxismo existencial afirmó en la década de 1960 que “La ideología alemana”, la cual Marx escribió en 1845 y en la que criticó a Bruno Bauer, Max Stirner y a otros jóvenes hegelianos, marcó el punto de corte con el joven Marx.
Althusser presentó, en su escrito “Para Marx” (1965), otras varias opiniones:

“Jahn, por ejemplo, aunque ellos ‘aún’ contienen ‘una serie completa de elementos abstractos’, los manuscritos de 1844 marcan ‘el nacimiento del socialismo científico’. Para Pajitnov, estos manuscritos ‘forman el pivote crucial alrededor del cual Marx reorientó las ciencias sociales. Las premisas teóricas del marxismo habían sido establecidas”.

Por su parte, el trotskista Ernest Mandel, en su obra de 1986 “El lugar del marxismo en la historia”, también desglosó el desarrollo intelectual de Marx en varias etapas diferentes.
Mientras que para Lapine, a diferencia de los artículos en la Gaceta Renana (Rheinische Zeitung), en la cual ciertos elementos del materialismo sólo aparecen espontáneamente, el manuscrito de 1844 es testigo de tal pasaje consciente de Marx, y de hecho ‘la crítica de Marx de Hegel comienza desde posiciones materialistas’ (no obstante, también dicho cambio es contradictoriamente llamado ‘implícito’ e ‘inconsciente’ en el mismo artículo).

Por su parte, Adam Schaff escribió directamente “Sabemos (a partir de posteriores declaraciones de Engels) que Marx se volvió materialista en 1841. No voy a tratar de sacar un argumento fácil de estas contradicciones (las cuales podrían ser por un pequeño costo apartadas como señales de una investigación ‘abierta’), pero es legítimo preguntar si esta incertidumbre acerca del momento cuando Marx pasó al materialismo no está relacionada al uso espontáneo e implícito de la teoría analítico-teleológica.

## La “ruptura epistemológica” de Althusser
Louis Althusser popularizó la concepción de una “ruptura epistemológica” entre el joven Marx y el Marx maduro, que sería su punto de rompimiento con la ideología del idealismo alemán, para entrar al dominio de la ciencia, un punto que es generalmente considerado como que consiste con su ruptura con Feuerbach. Sin embargo, la ruptura epistemológica, un concepto que Althusser tomó de Gaston Bachelard, no es concebido como un punto cronológico sino más bien como un proceso, por lo tanto haciendo de la cuestión de la distinción entre el joven y el maduro Marx un asunto problemático. Althusser notó que el interés en los manuscritos de 1844 y en otros trabajos tempranos del entonces joven Marx ya no era un asunto de interés solo para el denominado marxismo occidental (por ejemplo, por el entonces dirigente comunista italiano Palmiro Togliatti, sino que también resultaba interesante para los propios estudios oficiales soviéticos, a pesar de que la actitud hacia ese tema de parte del entonces régimen comunista de la URSS al respecto no era muy aprobatoria ya que la discusión acerca del Marx “temprano’’ traía aparejados indudables tonos políticos. También notó que, como Jahn había destacado, que “no fueron los marxistas quienes abrieron el debate sobre las obras tempranas de Marx”, indicando el riesgo político que lo rodeaba “porque este ataque sorprendió a los marxistas en su propio terreno: el de Marx”.
Althusser entonces criticó la respuesta marxista a ese ataque:

“Para desconcertar a aquellos quienes se establecieron contra Marx su propia juventud, la posición opuesta es resueltamente asumida: Marx es reconciliado con su juventud – El Capital ya no se lee como ‘Sobre la cuestión judía’, este último se lee como ‘El Capital’; la sombra del joven Marx ya no se proyecta sobre Marx, pero sí la de Marx sobre el joven Marx; y una pseudoteoría de la historia de la filosofía en el ‘futuro anterior’ es erigida para justificar esta contraposición, sin darse cuenta de que esta pseudoteoría es básicamente hegeliana. El miedo de un golpe a la integridad de Marx inspira como su reflejo una aceptación resuelta de ‘el todo de Marx’: Se declara que Marx es un todo, ‘el joven Marx es parte del marxismo’ como si nos arriesgásemos a perder ‘el todo de Marx’ si hubiésemos de someter a su juventud a la crítica radical de la historia no “la historia que él iba a vivir” sino “la historia que él vivió”, no una historia inmediata, pero la historia reflejada para la cual, en su madurez él nos dio, no la ‘verdad’ en el sentido hegeliano, sino los principios de su entendimiento científico.

Por lo tanto, Althusser advierte acerca de cualquier intento de leer a Marx en un sentido teleología, esto es, en afirmar que el Marx maduro ya estaba en el joven Marx y necesariamente derivó de él:

“ ‘El Capital’ es una teoría ‘ética’, la filosofía silenciosa de la que se habla abiertamente en las obras tempranas de Marx. Así, reducida a dos proposiciones, es la tesis que ha tenido tan extraordinario éxito. Y no sólo en Francia y en Italia, sino también, como muestran estos artículos del extranjero, en las contemporáneas Alemania y Polonia. Tanto filósofos como ideólogos y teólogos se han lanzado a la gigantesca empresa de crítica y ‘conversión’ [respecto de] que sea Marx regresado a su fuente, y déjenlo admitir al final que en él el hombre maduro es meramente el hombre joven disfrazado. O si él tercamente insiste sobre su edad, déjenlo admitir los pecados de su madurez, déjenlo reconocer que sacrificó la filosofía a la economía, la ética a la ciencia, el hombre a la historia. Déjenlo que consienta esto o que lo rechace, su verdad, todo lo que lo sobrevivirá, todo lo que ayuda a los hombres que somos a vivir y pensar está contenido en estas pocas obras tempranas. Así que estos buenos críticos sólo nos dejan con una única opción: debemos admitir que ‘El Capital’ (y el ‘marxismo maduro’ en general) es ‘o una expresión de la filosofía del joven Marx’, o su traición. En cualquier caso, la interpretación establecida debe ser totalmente revisada y debemos regresar al joven Marx, el Marx a través de quien dijo la Verdad. Esta es la ubicación de la discusión: el joven Marx. Realmente en juego en él: Marxismo. Los términos de la discusión: si el joven Marx ya era totalmente Marx”

Louis Althusser entonces critica la lectura ‘ecléctica’ de las obras tempranas de Karl Marx, las cuales en lugar de ser leídas como un todo, es descompuesto en varios elementos, los cuales son después juzgados como materialistas o idealistas- Althusser agrega al respecto que “en definitiva, como este procedimiento nos permite encontrar elementos materialistas en todos los textos tempranos de Marx, incluyendo incluso la carta a su padre en la cual él se rehúsa a separar lo ideal de lo real, considerado como materialista, o más bien, es muy difícil decidir cuando Marx puede ser considerado como materialista, o más bien, ¡cuándo él no pudo haberlo sido!”.
Marx no debería ser leído en una perspectiva finalista y teleológica, lo cual sería un regreso a la filosofía de la historia idealista de Hegel. Al respecto, Althusser escribe: 

“Desde el punto de vista hegeliano, las obras tempranas son tan inevitables y tan imposibles como el objeto singular exhibido por Jarry, ‘la calavera del niño Voltaire’. Son tan inevitables como todos los comienzos. Son imposibles porque es imposible para uno elegir sus comienzos. Marx no eligió nacer en plena época del idealismo alemán si se hubiese concentrado en su educación universitaria, ni pensar su [aquel] mundo ideológico. Creció en este mundo, en él aprendió a vivir y a moverse, con él ‘ajustó cuentas’, desde él se liberó a sí mismo. Regresaré a la necesidad y la contingencia de este comienzo más tarde. El hecho es que hubo un principio, y para descifrar la historia de los pensamientos particulares de Marx, su movimiento desde ser tomado en el preciso instante cuando ese individuo concreto, el joven Marx, emergió al mundo del pensamiento de su propio tiempo, para pensar en eso a su vez, y entrar en el intercambio y el debate con los pensamientos de su tiempo, lo cual sería toda su vida como un ideólogo. A este nivel de los intercambios y conflictos que son la mismísima sustancia de los textos en los cuales sus pensamientos vivientes nos han llegado a nosotros, es como si los autores de estos pensamientos estuviesen ellos mismos ausentes. El individuo concreto que se expresa a sí mismo en sus pensamientos y en sus escritos está ausente, por lo que es la historia real expresada en el campo ideológico existente.

A medida que el autor en sí mismo se desvanece ante la presencia de sus pensamientos publicados, reduciéndose a sí mismo al rigor de ellos, por lo que la historia concreta desaparece en presencia de sus temas ideológicos, reduciéndolo a su sistema. Esta doble ausencia también tendrá que ser sometida a prueba. Pero por el momento, todo está en juego entre el rigor de un simple pensamiento y el sistema temático de un campo ideológico. Su relación es este comienzo y este comienzo no tiene fin. Esta es la relación que tiene que ser pensada: la relación entre la unidad (interna) de un único pensamiento (a cada momento de su desarrollo) y el campo ideológico existente. Pero si esta relación ha de ser pensada, también, en el mismo movimiento, lo deben ser sus términos”

## Críticas
Los marxistas humanistas no argumentan que el pensamiento de Marx nunca se desarrolló pero critican la dicotomía presentada entre el Marx joven y el maduro como demasiado rígida y que reconoce la continuidad del propio desarrollo de Marx. Una prueba usada al respecto para resaltar la importancia de las obras tempranas de Marx es que el propio Marx en 1851 trató de hacer publicar dos volúmenes de tales escritos.
Por su parte, François Châtelet negó la existencia de una eventual ruptura en 1857 entre el Marx joven y el Marx maduro, quien habría entonces descartado sus eventuales errores ideológicos anteriores y pasado a asumir a partir de entonces la maestría o dominio de su sistema de pensamiento.
Por el contrario, él consideró que algunas tensiones que existían en sus propios pensamientos continuaron hasta su muerte en 1883. Esta tesis, la cual se concentraba en las tensiones dentro de los pensamientos de Marx en vida de éste en lugar de una supuesta maduración de los mismos, también sería defendido por Étienne Balibar (1993).
Otros contendieron que la ruptura epistemológica de Louis Althusser ocurrió entre sus “Manuscritos económicos y filosóficos de 1844” y “La ideología alemana” (1845) en el cual se forjan algunos nuevos conceptos, es un poco abrupto, aunque casi nadie desafía sus cambios radicales. De hecho, aunque Althusser se aferró firmemente a afirmar su existencia, él más tarde aseveró que el punto de cambio ocurrió hacia 1845 y que no estaban tan claramente definidos, ya que rastros de humanismo, historicismo y hegelianismo se podían encontrar en “El Capital”. E incluso fue tan lejos como para declarar que solo “Crítica del programa de Gotha” y algunas notas sobre un libro de Adolph Wagner estaban totalmente libres de ideología humanista. Althusser consideraba que la ruptura epistemológica era más un proceso que un suceso claramente definido, el producto de la incesante lucha contra la ideología: Althusser creía en la existencia de la lucha de clases de la teoría marxista. Justamente ese enfrentamiento marca el punto de división entre aquellos filósofos que se contentaban con proveer varias interpretaciones ideológicas del mundo, y aquellos que pretendían lanzarse a la tarea de transformarlo, tal como el propio Marx lo había escrito en sus “Tesis sobre Feuerbach” (1845).
Además, otros importantes cambios en el pensamiento de Marx han sido destacados (por ejemplo por Étienne Balibar), en particular después del fracaso de las revoluciones de 1848, luego el golpe de Estado del 2 de diciembre de 1851 encabezado por Luis Napoleón Bonaparte en Francia y después del aplastamiento de la comuna de París en 1871. Esto lo llevaría a sustituir, en el primer capítulo de El Capital (1867), su teoría del fetichismo de la mercancía y su teoría de la alienación expuesta en sus manuscritos de 1844.

## Nota y referencias
1. ↑   Étienne Balibar, The philosophy of Marx (“La filosofía de Marx”), La Découverte, Repères, 1991.
2. ↑  The Marxist Doctrine (“La doctrina marxista”), en el sitio web www.marxists.org
3. ↑  Mandel, Ernest (1971). The Formation of the Economic Thought of Karl Marx: 1843 to Capital (Pearce, Brian., trad.). London: Monthly Review Press. p. 164.
4. ↑   Louis Althusser, For Marx, 1965, pág. 59.
5. ↑   Althusser, “Para Marx”, pág. 53.
6. ↑  Althusser, “Para Marx”, pág. 54.
7. ↑   Althusser, “Para Marx”, páginas 52-53.
8. ↑  “Para Marx”, pág. 59.
9. ↑  Althusser, “Para Marx”, pág. 64.
10. ↑   François Châtelet, Une histoire de la raison. Entretiens avec Emile Noël (“Una historia de la razón. Conversación con Emile Noël”), Le Seuil, 1992, pág. 193.